# Acacia dampieri
Acacia dampieri är en ärtväxtart som beskrevs av Nikolaus Joseph von Jacquin. Acacia dampieri ingår i släktet akacior, och familjen ärtväxter. Inga underarter finns listade i Catalogue of Life.